# Betta tussyae
Betta tussyae är en fiskart som beskrevs av Schaller, 1985. Betta tussyae ingår i släktet Betta och familjen Osphronemidae. Inga underarter finns listade.

## Bildgalleri

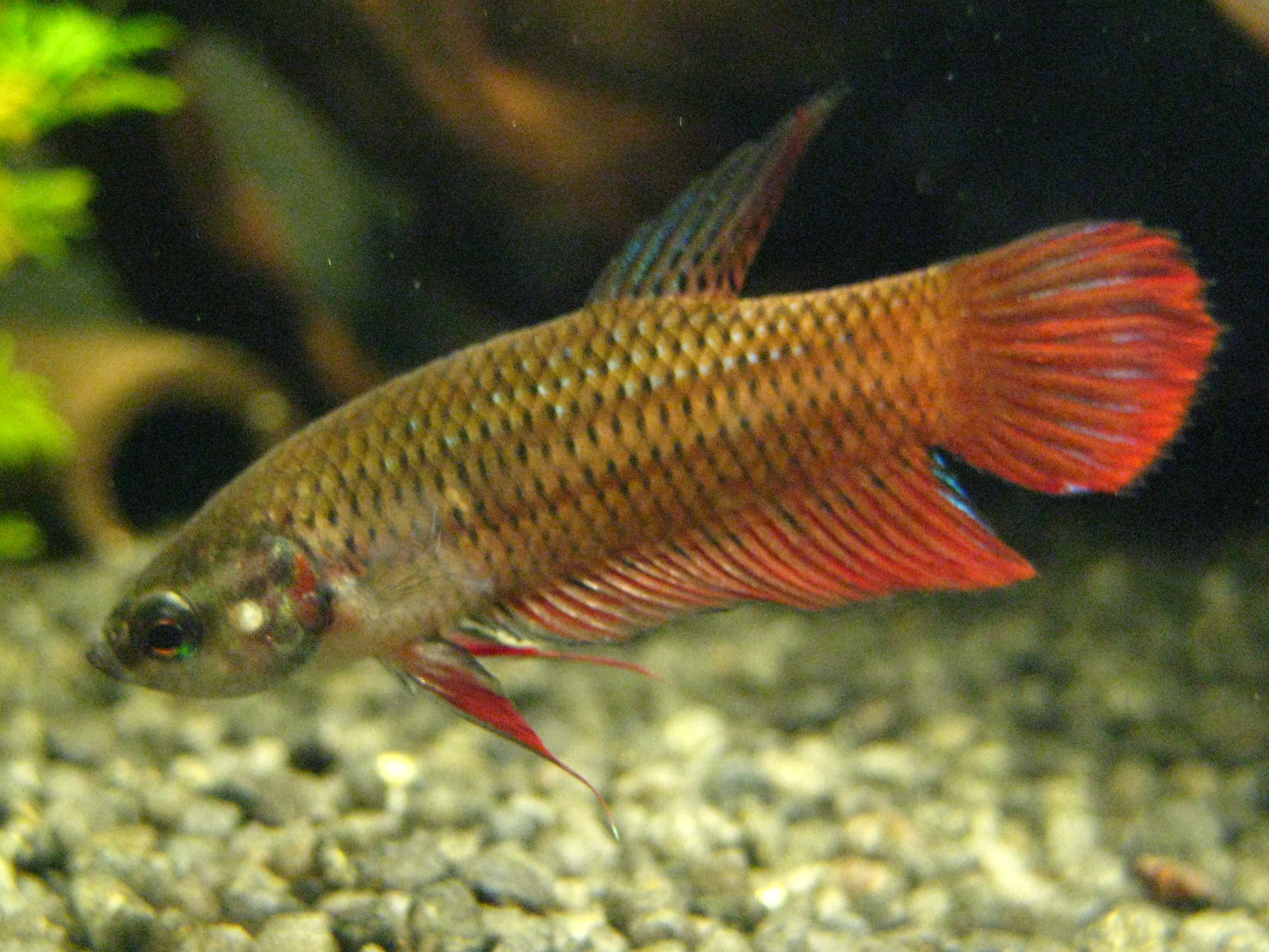
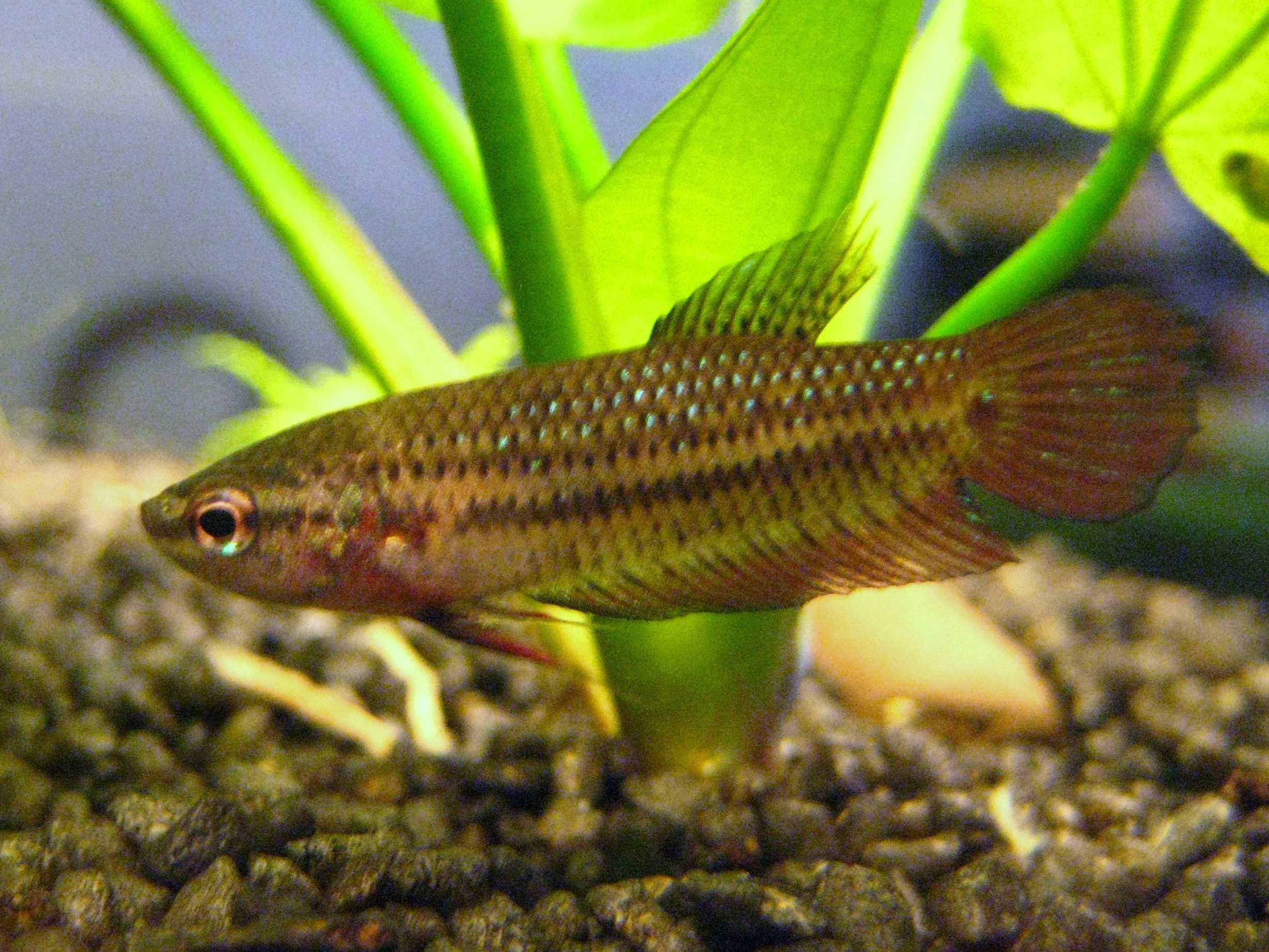
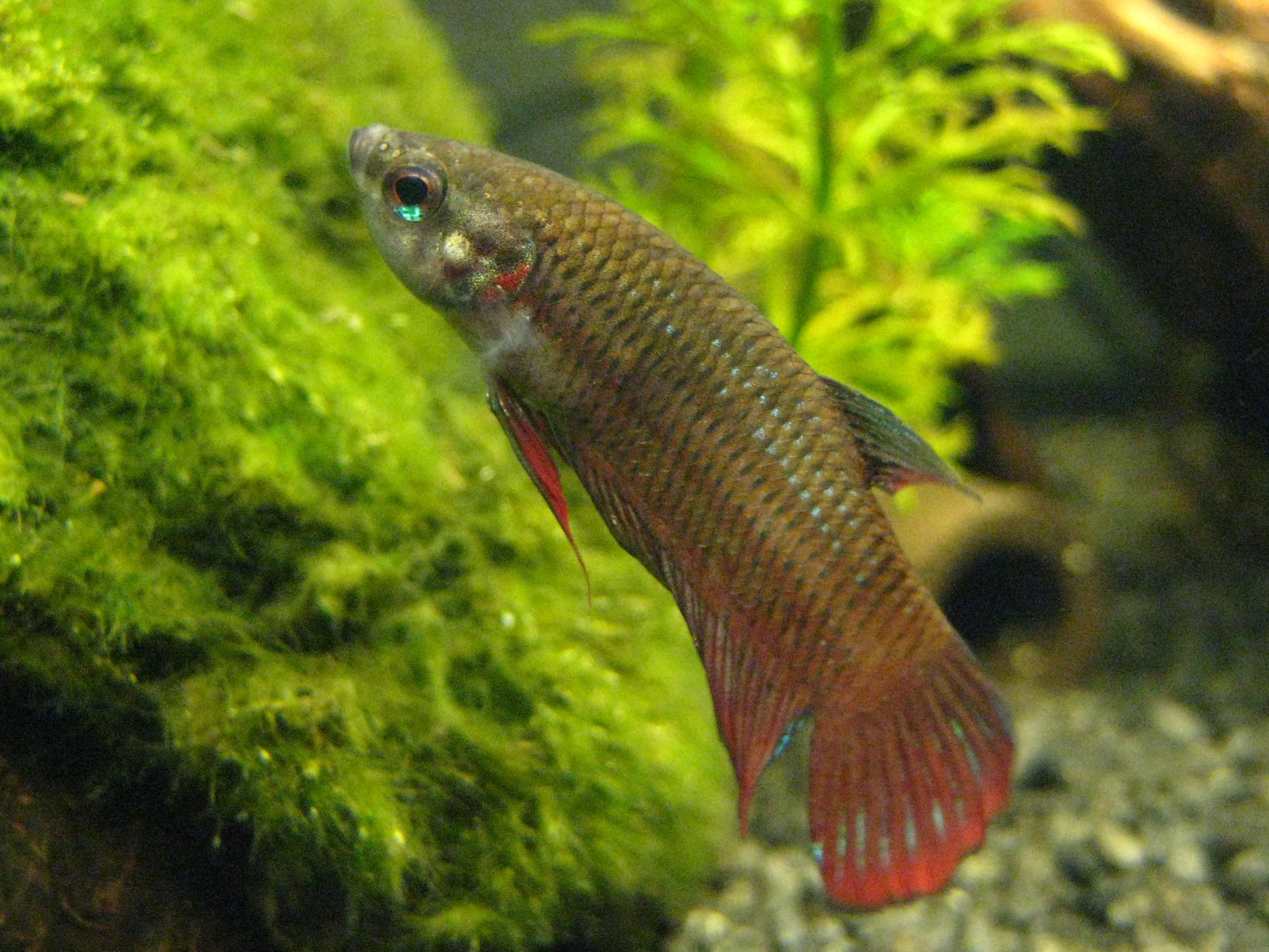